# ペイントジーンズ
ペイントジーンズとは絵・模様・柄・ロゴ等が描かれたジーンズの総称。絵筆やエアブラシによってハンドメイドされた物や、インクジェットやシルクスクリーンにより印刷された物が有る。ジーンズ以外にもデニム製品にペイントされた物も存在する。

## 購入方法
すでにペイントされた状態で販売されている場合と、手持ちのジーンズをショップに郵送などで持ち込みペイントする場合が有る。

## デザイン
デザインは「和柄」「企業のロゴ」「ペンキが飛び散った様に見せる物」等が主流である。

## 洗濯
ペイントジーンズの購入に当たり最も懸念される点は洗濯によるペイント部分への影響である。優良な業者であればその点に考慮した加工を行っている為、通常の洗濯方法の範囲であれば影響は少ない。
しかし加工業者により使用されている。インクは異なるため製品やサイトに記載されている洗濯方法を参照する事が重要。
一般的な洗濯方法は「ジーンズを裏返しての手洗い」である。